# Tatoosh (yate)
Tatoosh es un yate de lujo de 92 m (301-pies) perteneciente al cofundador de Microsoft Paul G. Allen, que también posee el Octopus de 127 m (416-pies). Es ahora el yate número 26 más grande del mundo.

## Historia
Originalmente construido por el magnate de teléfonos móvil, Craig McCaw, el Tatoosh fue diseñado y construido por Kusch Yachts en Rendsburg, Alemania por Nobiskrug su construcción terminó en junio de 2000. Fue comprado por Paul Allen en el 2001 a un costo de $ 100 millones.

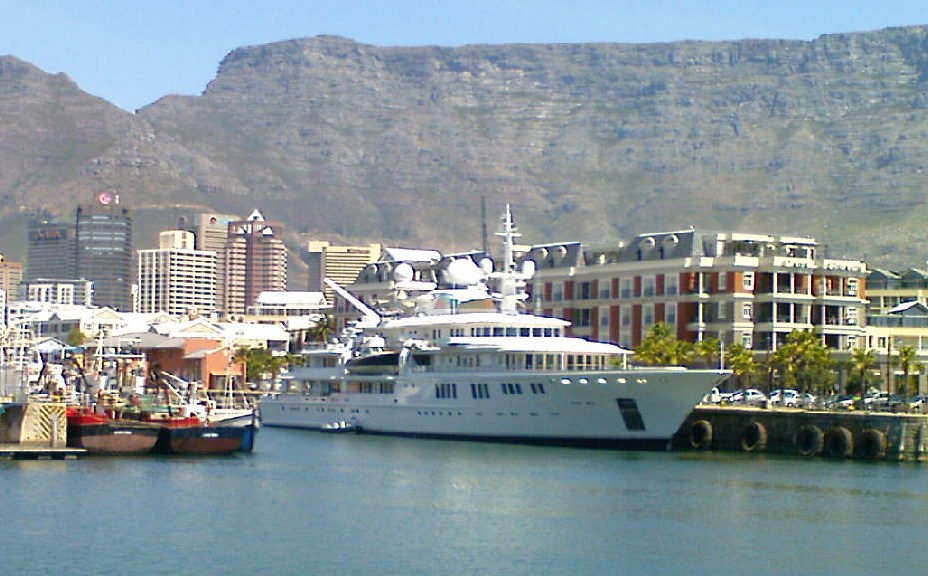
Atracado en el V&A Waterfront en Cape Town.

## Características y dimensiones principales
- Cinco cubiertas
- Una Master Suite Greg, un salón y otras habitaciones en el piso superior
- Un salón con chimenea de piedra caliza francesa, un comedor, camarotes y salas sobre la cubierta principal
- Un tanque de langosta
- Una piscina sombreada de 1,8 m de profundidad, situada a popa de la cubierta principal[4]
- Una sala de cine
- Instalaciones para transportar dos helicópteros en la parte superior de las dos cubiertas
- Un barco a motor personalizado Hinckley
- Un velero Hinckley de 12 m (40 pies)
- 5 Sea-Doo

### Dimensiones principales

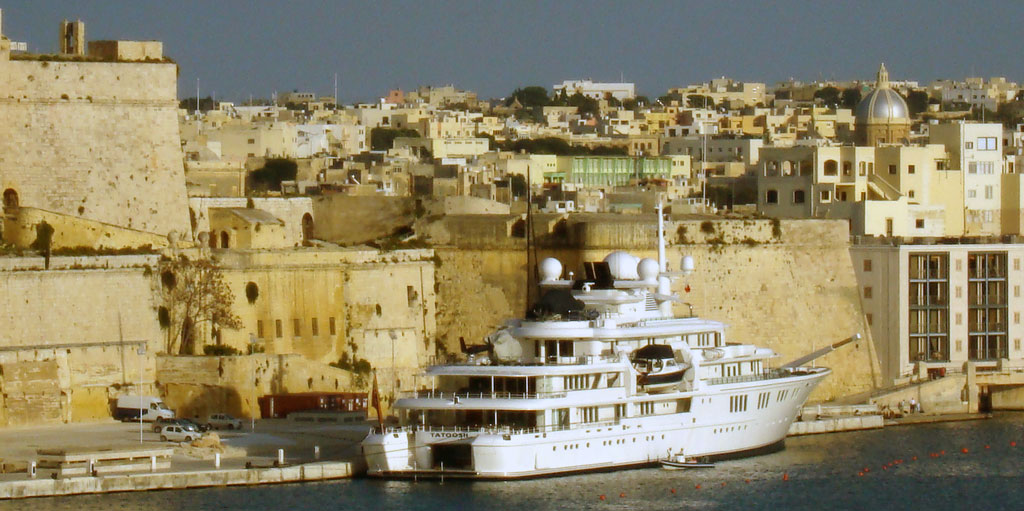
En el puerto de Valletta, Malta.

|                | Métricas       | Imperial       |
| -------------- | -------------- | -------------- |
| Longitud       | 92.40 metros   | 303 pies       |
| Manga          | 14.90 metros   | 49 pies        |
| Calado         | 4.30 metros    | 14 pies        |
| Desplazamiento | 2300 toneladas | 2260 toneladas |
| Velocidad      | 35 km/h        | 19 nudos       |
| Personal       | 30 miembros    | 30 miembros    |
| Motores        | 2 x 3300 kW    | 2 x 4400 Hp    |